# جون-پاول پیتمن
جون-پاول پیتمن (انگلیسی: Jon-Paul Pittman؛ زادهٔ ۲۴ اکتبر ۱۹۸۶) بازیکن فوتبال اهل ایالات متحده آمریکا است.
از باشگاه‌هایی که در آن بازی کرده‌است می‌توان به باشگاه فوتبال وایکام واندررز، باشگاه فوتبال تورکی یونایتد، باشگاه فوتبال ناتینگهام فارست، تیم سی فوتبال ملی انگلیس، باشگاه فوتبال بری، باشگاه فوتبال استون ویلا، باشگاه فوتبال آکسفورد یونایتد، باشگاه فوتبال گریمزبی تاون، باشگاه فوتبال دونکستر راورز، باشگاه فوتبال کراولی تاون، و باشگاه فوتبال هارتل پول یونایتد اشاره کرد.
وی همچنین در تیم ملی فوتبال تیم سی فوتبال ملی انگلیس بازی کرده‌است.